# Malîi Krupil, Zhurivka
Malîi Krupil (în ucraineană Малий Крупіль) este un sat în comuna Velîkîi Krupil din raionul Zhurivka, regiunea Kiev, Ucraina.

## Demografie
Componența lingvistică a localității Malîi Krupil
     Ucraineană (98,83%)
     Alte limbi (1,17%)
Conform recensământului din 2001, majoritatea populației localității Malîi Krupil era vorbitoare de ucraineană (98,83%), existând în minoritate și vorbitori de alte limbi.